# 釈迦院 (大阪市)
釈迦院（しゃかいん）は、大阪市港区にある高野山真言宗の寺院。山号は築港高野山（ちっこうこうやさん）。

## 歴史
創建は明治43年（1910年）。真言宗の開祖である弘法大師（空海）が遣唐使で唐に渡ったのを顕彰する為、遣唐使一行が出航したとされる跡地に弘川寺の末寺の寺号である「釈迦院」の名前を継承して随心院門跡重松寛勝によって開基された。
開基当初の釈迦院は現在地より東の天保山運河の近くに位置し、7800坪程の広大な敷地を有していた。大正時代から昭和初期にかけて同寺は大師信仰の中心地として栄え、東の四天王寺、西の築港高野山と呼ばれるほどであったが、1945年6月1日の第2回大阪大空襲により寺は全焼。
戦後、釈迦院は1952年に現在地に移転して再建したが、境内の広さは往時の十五分の一の500坪と大幅に縮小し、明治期の寺域を偲ぶことが難しい。本堂は堺市の智禅寺の木造本堂を移築した。その本堂は1984年に弘法大師御入定1150御遠忌の記念行事で大幅な改修工事が行われたが、わずか11年後の1995年の阪神・淡路大震災で倒壊寸前となり、解体された。現在の鉄筋コンクリート造本堂は、1997年に外観を元の姿として再建されたものである。

### 歴代住職
初代　　重松寛勝
二世　　相生寛善
三世　　二上寛如
四世　　二上寛弘(現名誉住職)
五世　　二上寛順

## 境内

### 本堂
本尊　弘法大師
内陣には両界曼荼羅、大日如来像と不動明王が安置されている。
また、堂内に十一面千手観音と聖天を安置している。
毎朝7時30分に住職が朝勤行をしている。

### 護摩堂
本尊 不動明王（坐像台座部分には「岩屋寺」と刻印されている。）
矜羯羅童子・制多迦童子・不動明王坐像(本尊とは別)が安置されている
毎朝8時から住職が息災護摩供を修している。
また、毎月21日に弘法大師の縁日の柴灯護摩をしている。

### 浪曲塔
釈迦院の山門から入って右手に浪曲塔と呼ばれる石碑が建っている。戦前、港湾労働者の間では浪曲が盛んであり、大阪は浪曲の聖地とも見なされていた。かつ、浪曲師で浪曲の寄席「広沢席」の席主でもある広沢虎吉が釈迦院の住職の弟子であった関係で、同寺の境内に浪曲の祖とされる藤原澄憲を祀る碑が建てられた。碑は大阪大空襲で寺が焼失した際に失われたが、寺の再建に伴い碑も再建された。
同寺では毎年8月30日に浪曲師たちの供養を兼ねた「浪曲まつり」が開かれている。

### 潜水艦殉難者碑
境内には1923年に殉難した潜水艦第70号の殉職者を供養する石碑と如来像がある。同年に新造された潜水艦第70号は淡路島沖で試験潜水中、機関故障の為浮上する事が出来ず、海軍将兵46人と川崎造船所の従業員42人の計88人が死亡した。
同寺では3回忌にあたる1925年に如来像を建立して供養し、台座の銅板に殉難者の名前を刻んだ。銅板は大阪大空襲で被損し、盗難により行方不明となったが、如来像は再建され、現在に至る。
境内にはその他、大阪港湾労働（はしけの操船、荷下ろし）者の殉職者の碑がある。また、ソ連の客船、「プリアムーリエ号」の火災事故で犠牲となった人々を追悼するための銅像が2011年まで安置されていた（同年老朽化により撤去。現在は同船が被災した大阪港の中央突堤の岸壁に像のパネルが入った石碑が設置されている）。

## 交通
- Osaka Metro中央線大阪港駅より南へ200メートル。